# سرفيل منفوخ عقدي
سرفيل منفوخ عقدي (الاسم العلمي:Physocaulis nodosus) هو نوع من النباتات يتبع جنس السرفيل المنفوخ من الفصيلة الخيمية.

## وصلات خارجية
- صورة للسرفيل المنفوخ العقدي